# 哈樂德·康韋
哈樂德.康韋（Harold Conway，1911年5月24日—1996年）出生於美國賓夕法尼亞州的電影演員，出道時間不明，1957年在「地球防衛軍」（本多豬四郎導演）飾演伊梅爾曼博士，以光學兵器打敗外星人的角色讓人感到深刻的印象。

## 電影作品
- 地球防衛軍（1957年 導演：本多豬四郎）-伊梅爾曼博士
- 第五福竜丸（1959年 導演：新藤兼人）-原爆障害調査委員會所長
- 宇宙大戰爭（1959年 導演：本多豬四郎）-伊梅爾曼博士
- 月光仮面第6部・悪魔の最後　（1959年　導演：島津昇一）-斯奈德
- 摩斯拉（1961年 導演：本多豬四郎）-蘇聯大使
- 世界大戰爭（1961年 導演：松林宗恵）-聯邦軍導彈發射司令
- 宇宙快速船（1961年　導演：太田浩兒）-華盛頓放送局長
- 金剛對哥吉拉（1962年 導演：本多豬四郎）-調査團員
- 青島要塞爆擊命令（1963年 導演；古澤憲吾）-英軍司令官
- 摩斯拉對哥吉拉（1964年　導演：本多豬四郎）-大使 （日本未公開部分）
- 科學怪人對地底怪獸(1965年 本多猪四郎監督）-写真の学者
- 大冒險（1965年 導演：古澤憲吾）-美軍司令官
- 日本海大海戰（1969年 導演：丸山誠治）-約翰坎貝爾艦長
- 虎!虎!虎! （1970年 20世紀福斯出品 導演：理查德·弗萊徹）